# Vinacafé
Vinacafé (vietnamien : Vinacafé Biên Hòa) est une société d'État vietnamienne impliquée dans la production, la transformation et la distribution de café et mélange de céréales instantanée,.

## Histoire
Créée en 1969 par l'ingénieur français Marcel Coronel à l'usine de café Coronel de Biên Hòa, dans la province de Đồng Nai, l'entreprise a été remise à l'Etat lorsque Coronel et sa famille ont quitté le pays à la fin de la guerre du Viêt Nam.
L'usine a fabriqué ses premiers lots de café instantané en 1977. 
La marque Vinacafé a été créée en 1983, et la société est devenue une société par actions en décembre 2004.

## Actionnaires
Au début 2020, les actionnaires de Vinacafé  sont:
| # | Actionnaire         | Actions    | %      |
| - | ------------------- | ---------- | ------ |
| 1 | Masan Consumer Corp | 26 178 135 | 98.5%  |
| 2 | KBC Fund Management | 7 400      | 0.028% |